# Лук'янчук Георгій Григорович
Гео́ргій Григо́рович Лук'янчу́к (нар. 3 жовтня 1959, м. Шепетівка, Хмельницька область) — український журналіст і громадський діяч. Голова правління Міжнародного об'єднання «Соловецьке братство».
Член Національної спілки журналістів України.

## Життєпис
Народився на Хмельниччині. Ще малюком втратив матір і жив у бабусі з дідусем на Житомирщині в селі Дібрівка (нині Дубрівка). Там же закінчив середню школу. В армії служив у ракетних військах стратегічного призначення. Після демобілізації вступив на філософський факультет Московського державного університету, вивчав соціологію. Здобувши вищу освіту, працював на українсько-канадському СП «Кобза». Ще з часів студентства активно долучався до громадської діяльності, а згодом — і до творчої (журналістика).
Від кінця 1980-х — активіст громадських об'єднань (Український молодіжний клуб, асоціація сприяння НРУ), що утворилися в Москві в період «перебудови і гласності». Був серед ініціаторів відновлення бібліотеки української літератури в Москві. У серпні 1991 року, під час подій, пов'язаних зі спробою державного перевороту в СРСР, перебував у складі української сотні оборони Білого дому. Відтак у незалежній Україні був референтом обласної організації НРУ на Житомирщині.
З 2001 року живе в Києві. Учасник громадянської кампанії протестів під гаслом «Україна без Кучми» (2000—2001), Помаранчевої революції (2004—2005) і Євромайдану (2013—2014). Був помічником народного депутата України Юрія Гнаткевича (2007—2012).
Член Української партії, голова її контрольно-ревізійної комісії. Один з очільників громадського руху «Українська патріотична альтернатива», учасник акцій, спрямованих на захист української мови, культури, демократичного розвитку та європейського вибору української нації.
У складі делегацій громадськості брав участь у міжнародних днях пам'яті жертв політичних репресій, відвідував з цією метою меморіали в Левашово (Левашовське меморіальне кладовище, Санкт-Петербург), урочищі Сандармох у Медвеж'єгорському районі Республіки Карелії та на Соловецькому архіпелазі (Архангельська область, РФ), особисто причетний до встановлення на Великому Соловецькому острові 2012 року пам'ятного знака українцям — жертвам репресій тоталітарного режиму.
Голова правління Громадської організації «Міжнародне об'єднання „Соловецьке братство“» (з 2014). Співорганізатор і учасник низки громадських акцій в Україні (проща-2014, мітинги вшанування пам'яті жертв комуністичного терору, толоки на меморіалі «Биківнянські могили» та ін.).

## Творчість
Автор публікацій у пресі — в газетах «Слово Просвіти», «Українське слово», «Культура і життя», «Голос України», «Нація і Держава» та ін., журналі «Українська культура», виданнях української діаспори за кордоном, зокрема в тижневику «Свобода» (США). Один з авторів статей і світлин у книжці «Соловецька печаль України» (2016), автор фотоілюстрацій у періодиці та електронних ЗМІ.
Нагороджений почесною грамотою НСЖУ (2019).